# Nambaryn Enkhbayar
Dans ce nom mongol, le nom de famille, Nambaryn, précède le nom personnel.
Nambaryn Enkhbayar (en mongol Намбарын Энхбаяр) [on trouve parfois la graphie Nambarin et pour le nom, Enkhbaiar est aussi utilisé]), né le 1er juin 1958 à Oulan-Bator, est un homme politique mongol. Il est chef de l'État du 24 juin 2005 au 18 juin 2009.

## Biographie

### Formation
Enkhbayar suit des études à l'Institut de littérature Maxime-Gorki à Moscou, dont il est diplômé en 1980. Il étudie la langue et la littérature anglaise à l'université de Leeds en 1985-1986.

### Carrière politique
Ministre de la Culture entre 1992 et 1996, il accède à la présidence du Parti révolutionnaire du peuple mongol (PRPM, ancien parti communiste) en 1997. Le passage à une démocratie multipartite en 1990 affecte le PRPM qui doit s'adapter et accepter la perte de son statut de parti unique. Enkhbayar relance le PRPM et gagne les élections législatives de 2000. Sous sa direction, le PRPM se donne une image plus moderne et se réclame des partis sociaux-démocrates européens tels le Parti travailliste de Tony Blair. 

### Premier ministre
Il devient Premier ministre le 26 juillet 2000 en remplacement de Rinchinnyamyn Amarjargal. 
Son gouvernement doit faire face à de graves problèmes économiques et sociaux. Plusieurs hivers glaciaux, avec des températures descendant parfois en dessous de −50 °C, avec une moyenne sur l'hiver 2002-2003 étant de −27 °C, et un été caniculaire en 2001 tuent beaucoup de bétail, première ressource des paysans mongols et provoque un exode rural, de l'ordre de 125 000 personnes en 3 ans. À cela s'ajoute la crise économique en Russie, ancien partenaire économique et politique privilégié, qui entraîne la diminution des échanges commerciaux entre les deux pays. Il faut encore mentionner la crise économique en Asie (Japon, Corée du Sud, Thaïlande et dans une moindre mesure en Chine) qui ne peut qu'affecter les aides apportées par le Japon à la Mongolie. Enkhbayar se tourne donc vers l'étranger pour gérer la crise économique liée en partie aux conditions climatiques et à la baisse des échanges avec la fédération de Russie. Pour satisfaire aux exigences des organisations financières internationales (Banque mondiale, Fonds monétaire international, Banque asiatique de développement) et des donateurs étrangers, le Premier ministre accélère la politique de privatisation des entreprises d'État. 
Les élections du 27 juin 2004 sont un lourd revers pour le PRPM qui perd près de la moitié de ses sièges au Grand Khoural d'État. En août, Enkhbayar signe un accord de cohabitation entre le PRPM et la coalition Patrie-Démocratie et laisse son poste de Premier ministre, mais en contrepartie il devient président du Parlement.

### Président
Le 22 mai 2005, Enkhbayar se présente à l'élection présidentielle en tant que candidat du PRPM et remporte la majorité absolue dès le premier tour avec 53,5 % des voix face à son plus proche rival Mendsaikhanii Enkhsaikhan.
En juin 2008, l'annonce des résultats des élections législatives entraîne des émeutes dans le pays qui amènent le président à déclarer l'état d'urgence le 1er juillet.
Le 24 mai 2009, il se présente à l'élection présidentielle pour un second mandat mais ne recueille que 47,44 % des voix, contre 51,24 % à l'ancien Premier ministre et candidat du Parti démocrate, Tsakhiagiyn Elbegdorj, qui l'avait remplacé à la tête du gouvernement en 2004.

## Distinctions
- Docteur Honoris Causa de l'université Waseda[3]